# Бацикварих
Бацикварих (авар. БацӀикъварихъ)— село в Гунибском районе Дагестана. Входит в состав сельского поселения Сельсовет Тлогобский.

## География
Расположено в 8 км к северо-западу от районного центра с. Гуниб, на р. Кудиябор (бассейн р. Кунада).

## Население
| 1926 | 1939 | 1970 | 1989 | 2002 | 2010 | 2021 |
| ---- | ---- | ---- | ---- | ---- | ---- | ---- |
| 31   | ↗41  | ↘31  | ↘6   | ↘0   | ↗3   | ↗5   |